# デビモン
デビモンはデジタルモンスターシリーズに登場する架空の生命体・デジタルモンスターの一種。

## 概要
Ver.1から登場。名前の通り悪魔をモデルにしているが、正確には堕天使。漫画やアニメの他、ナイトメアソルジャーズやアルマゲドンアーミーなど携帯機での登場も多い。
デザインとしては全身黒ずくめの長身に地面に届きそうなほど長い腕が特徴。胸のコウモリマークや黒革のベルトなど後にデビドラモンやレディーデビモンなど悪魔系のデジモンに受け継がれる意匠が各所に見て取れる。また、アシンメトリーなデザインはエンジェモンなどの天使系デジモンのほか、初期の人型デジモンでは多く見られた。

## 種族としてのデビモン
凶悪で残忍な堕天使型デジモン。ダークサイドに堕ちる前はエンジェモンのような天使型デジモンだった。

### 基本データ
- 世代/成熟期
- タイプ/堕天使型
- 属性/ウィルス
- 必殺技/デスクロウ
- 得意技/ヘルコントラクト、レザーウィング
- 勢力/ナイトメアソルジャーズ

必殺技
デスクロウ
敵の体に長く伸ばした腕を突き刺して、鋭い爪で心臓を抉りだし、敵を支配する。

### 亜種・関連種・その他
- エンジェモン

堕落する前は同一の種であったと言う。
- デビドラモン

デビモンが召喚した魔獣。
- アイスデビモン

白色亜種。冷気属性。
- レディーデビモン
- マリンデビモン
- ピコデビモン
- スカルサタモン
- ネオデビモン
- ダンデビモン
- キメラモン

腕のパーツを転用している。

## 登場人物としてのデビモン

### 漫画

#### デジモンアドベンチャーVテイマー01
ネオの配下として登場しオーガモンとのジョグレスでスカルサタモンへと進化した。エテモンキーを破るものの怒りによってパワーアップしたゼロに敗れた。その他、デーモン軍の兵士にも大量のデビモンがいた。

### アニメ

#### デジモンアドベンチャー
ファイル島のボスとして登場。声優は塩沢兼人。デジモンたちを凶暴化させる黒い歯車で世界を覆い尽くすことを目的としていた。手下にしたオーガモンと黒い歯車で操ったレオモンに子どもたちを襲わせ、体力を消耗させたところで幻で作った洋館に誘い込み葬り去ろうとした。しかし直前でデジヴァイスの光で正気に戻ったレオモンに攻撃を受け、海の向こうまで黒い歯車を蔓延させるために分断したファイル島の各エリアに逃してしまう。その後、ファイル島の中心部で黒い歯車の格納庫であるムゲンマウンテンからオーガモンやレオモンを送り込み子どもたちの抹殺を図るが悉く失敗。ムゲンマウンテンに再結集した子どもたちに対して、大量の黒い歯車とオーガモンを吸収・巨大化し迎え撃つ。一度は圧倒的な実力差で成熟期6体を次々に倒すが、タケルのパートナーのパタモンが進化した天使型デジモン・エンジェモンによる6体の成熟期から集めたエネルギーを込めた捨て身の必殺技、ヘブンズナックルを受け、致命傷となり敗北する。散り際に海の向こうに存在するさらなる脅威を子どもたちに告げ、犠牲になったエンジェモンを嘲笑いながら黒い粒子になって消滅した（タケルはそのトラウマで暗黒の力を激しく憎むようになってしまった）。
必殺技デスクロウは後にアポカリモンは敗れていったもの（進化の過程で）の技として使用した。
続編の『デジモンアドベンチャー02』では、デジモンカイザーが海中からデータの残骸を回収しキメラモンに組み込んだ。この時の声優は平田広明。
2013年発売のPSP用ゲーム版での声優は置鮎龍太郎。
リブート版の『デジモンアドベンチャー:』では第5話から登場。『無印』に引き続き本作品のボスキャラとして登場。声優は引き続き置鮎龍太郎。

#### デジモンクロスウォーズ～悪のデスジェネラルと七つの王国～
第3話（通算第33話）で登場。ヴァンパイアランドのデスジェネラルであるネオヴァンデモンの配下デジモンとしてレディーデビモンと共に多数登場。

#### 楽曲
Dark Wing（デビモンのテーマ）
「デジモンアドベンチャー 好敵手キャラソングファイル」に収録されている。作曲・太田美知彦、作詞・山田ひろし。